# قرطم نحيل
القرطم النحيل (باللاتينية: Carthamus tenuis) نوع نباتي ينتمي إلى جنس القرطم من الفصيلة النجمية.

## الموئل والانتشار
موطنه الأصلي حوض البحر الأبيض المتوسط في وادي النيل والمشرق العربي وتركيا وقبرص.